# 许绮燕
许绮燕（1949年—2016年），中國國民黨革命委員會黨員，安徽省贵池县人，在北京市出生。為新同盟會會長許歷農與元配妻子王景榮之长女。

## 生平
1949年國共內戰正酣时许历农隨中華民國國軍到台湾，其3个月大的女儿许绮燕被留在大陆，父女二人在开放两岸探亲之后才得以团聚。许绮燕先后担任过湖北省咸宁市工商联合会会长、湖北省政府参事、湖北省政协委员、中国国民党革命委员会湖北省委委员兼湖北省委机关副巡视员、鄂台经济交流协会副会长等职务。